# Курочкин, Эдуард Степанович
Эдуард Степанович Курочкин (20 апреля 1938, Рогачёв, Гомельская область — 9 октября 2014, Москва) — советский художник-авангардист белорусского происхождения, яркий представитель второго русского авангарда. Имя Э. С. Курочкина фигурирует в так называемом «списке Гробмана» (перечне художников «героического периода» неофициального послевоенного искусства, составленном художником Михаилом Яковлевичем Гробманом и опубликованном в тель-авивском журнале «Зеркало» № 29 за 2007 г.)
Работы художника представлены в коллекции Музея «Другое искусство» РГГУ (коллекция Л. П. Талочкина), Новой Третьяковке, а также во многих частных московских собраниях — Михаила Алшибая, Александра Кроника, Игоря Дудинского, Николая Котрелева и других частных собраниях. Портрет короля Иордании Хусейна с супругой находится в королевском дворце, Амман (Иордания).

## Биография
Эдуард Степанович Курочкин родился 20 апреля 1938 года в белорусском городе Рогачеве Гомельской области (БССР) в семье инженера-механика Степана Васильевича Курочкина и Рузалии Александровны Цеханович. Рисовать начал с 5 лет. После окончания средней школы в 17 лет переехал в Москву для поступления в Художественно-промышленное училище имени Калинина. Учился на отделении скульптуры. Жил в общежитии в Малаховке. В том же году перед Э. С. Курочкиным встал вопрос о призыве в армию, и в связи с этим ему пришлось бросить училище, где не полагалась отсрочка, и подать документы в Текстильный институт, где была военная кафедра. Вместе с ним в Текстильный институт поступил будущий друг художника В. П. Пятницкий.
Нас с Пятницким сразу как магнитом притянуло друг к другу — несмотря на его замкнутость и молчаливость. Мы оба страстно любили рисовать — причем старались, чтобы получалось не так, как у всех. И Володе, и мне претило механическое копирование. Хотелось найти что-то свое. Поэтому нас полностью захватило творчество — мы относились к нему как к способу познания изнанки реальности, её обратной стороны. Мучительно пытались заглянуть за черту, отделяющую видимое от невидимого. Уже тогда мы — на первых порах инстинктивно, а впоследствии все осознаннее начали понимать всю ущербность так называемого «социалистического реализма», его беспомощность и неспособность передать волшебную, магическую суть предметов и явлений. Коридор возможностей официально дозволенного был слишком узок и не отвечал нашим запросам.
По окончании института работал художником-оформителем. С 1972 года состоял в браке с актрисой Т. Гавриловой (1939—2000), брак был бездетным. Умер в Москве девятого октября 2014 г.

### Персональные и коллективные выставки
- начало 60-х «салон мадам Фриде» (квартира Е. С. Фриде)
- 1962 Москва: МИСИ, кинотеатры «Иллюзион», «Ударник», квартира В. Я. Столляра
- 1970 Лугано, Швейцария : Museo Belle Arti, «Nuove correnti a Mosca»
- 1972 Иерусалим, Израиль
- 1979 Бохум, ФРГ: Museum Bochum, «20 Jahre unabhängige Kunst aus der Sowjetunion»
- 1982 Иерусалим, Израиль: «Artists from Moscow»
- 1987 Москва: л/о «Эрмитаж», «Ретроспекция. 1957-87»
- 1988 Москва: Объединённый комитет профсоюза художников-графиков, «Художник и его время: Вставка, посвященная памяти Владимира Павловича Пятницкого» (каталог)
- 1990 Москва: «„Другое искусство“. Москва 1956-76» (каталог)
- 1994 Москва: «Беляево», «20-летие Бульдозерной выставки»
- 2000 Верона : 2000 L’arte vietata in U.R.S.S. 1955—1988. Non-conformisti dalla Collezione Bar-Gera. Галерея современного искусства, палаццо Форти, Верона
- 2005 Москва: «Новый Эрмитаж», «Тройной портрет : Святослав Афанасьев, Игорь Ворошилов, Эдуард Курочкин» (каталог).
- 2007 Москва: «„Поколение“. Новые поступления галереи „КИНО“»
- 2013 Москва : Зверевский центр современного искусства «Эдуард Курочкин к 75-летию со дня рождения» (каталог)